# Endopep-MS
Endopep-MS är en biokemisk/kemisk analysmetod för att påvisa aktivt botulinumtoxin. 
Botulinumtoxiner är mycket giftiga ämnen som bildas av bakterier såsom Clostridium botulinum och orsakar sjukdomen botulism. Den traditionella analysmetoden världen över för att bekräfta botulism är en metod där provet (till exempel serum, feces, foder/livsmedel) injiceras i försöksmöss som sedan observeras under flera dygn. Om mössen uppvisar symptom på botulism kan sjukdomen fastställas.  
Analysmetoden endopep-MS, som är en helt försöksdjursfri metod, har utvecklats av en amerikansk forskargrupp och de första artiklarna om metoden publicerades 2005 och 2006. Metoden består av tre steg. I det första steget blandas provet med små magnetiska kulor till vilka antikroppar kopplats. Dessa antikroppar är specifika för botulinumtoxin A, B, C, D, E, F eller G, vilket betyder att om toxinet finns i provet kommer det att fastna på antikropparna. I steg två fiskar man upp kulorna ur provet med hjälp av en magnet, tvättar bort rester av provmatrisen och tillsätter sedan en reaktionsbuffert till kulorna. I bufferten finns ämnen som aktiverar toxinet, så att det blir ett aktivt proteas (ett enzym som klyver proteiner). Till bufferten tillsätts små syntetiskt framställda peptider. Dessa peptider liknar de målproteiner (så kallade SNARE-proteiner) som botulinumtoxiner har i kroppen och kommer att klyvas av botulinumtoxin om det finns i provet. I det tredje steget används Matrix-Assisted Laser Desorption Ionization Time of Flight Mass Spectrometry (MALDI-TOF MS) för att påvisa de klyvda peptidbitarna. Endopep-MS är en helt försöksdjursfri metod som är snabbare än den traditionella musmetoden och lika känslig eller känsligare för de olika serotyperna av botulinumtoxin.